# Mercedes-Benz L 325
Der Mercedes-Benz L 325 ist ein Lastkraftwagen, den Daimler-Benz von Juni 1954 bis 1957 im Werk Gaggenau produzierte. Er löste den Typ L 5500 ab. Der L 325 wurde nur als Langhauber mit Pritsche, als Kipper und als Zugmaschine mit Hinterradantrieb gebaut.

## Modelle
- L 325: Basismodell, Pritsche, Hinterradantrieb
- LK 325: Kipper, Hinterradantrieb
- LS 325: Zugmaschine: Hinterradantrieb

## Technik

### Fahrwerk und Kraftübertragung
Der L 325 ist ein zweiachsiger Lastkraftwagen mit U-Profil-Leiterrahmen, dessen Querträger mit den Längsträgern vernietet sind. Die beiden Starrachsen sind vorne und hinten an je zwei Blattfedern aufgehängt. Die Hinterachse hat außerdem progressiv wirkende Zusatzfedern. Für die Vorderachse waren auf Wunsch Stoßdämpfer ab Werk lieferbar. Die Reifen der Größe 10–20 eHD sind auf Schrägschulterfelgen der Größe 7,5–20 aufgezogen, hinten als Zwillingsbereifung. Auf Wunsch waren verstärkte Reifen der gleichen Größe lieferbar. Die Teves-Bremsanlage wirkt hydraulisch mit Druckluftunterstützung auf alle vier Bremstrommeln. Gelenkt wird mit einer Schneckenlenkung mit ungeteilter Spurstange; den L 325 gibt es nur als Linkslenker.
Die Antriebskraft wird vom Motor über eine Einscheibentrockenkupplung des Typs Fichtel & Sachs LA 50 auf ein mechanisches Fünfgang-Klauengetriebe des Typs AK 5-33 von ZF übertragen, das mit dem Motor verblockt ist, und von dort über eine Kardanwelle auf das Kegelraddifferenzialgetriebe an der Hinterachse. Einen Allradantrieb gibt es für den L 325 nicht. Kipper haben einen Antrieb für die Kipperölpumpe, die vom Getriebe aus angetrieben wird.

### Motor
Der L 325 wird von dem 1954 eingeführten Dieselmotor Mercedes-Benz OM 325 angetrieben. Dieser ist ein Sechszylinder-Reihenmotor mit Vorkammereinspritzung und Wasserkühlung. Der Motorblock bestehend aus Zylinderblock und Kurbelgehäuse ist aus nickellegiertem Gusseisen hergestellt. Die Zylinderbohrung beträgt 105 mm, der Kolbenhub 140 mm. Der Motor hat einen Hubraum von 7274 cm³ und leistet 125 PS (92 kW). Die Kolben von Mahle sind aus Leichtmetall gegossen. Sie haben vier Kolbenringe, von denen einer verchromt ist sowie zwei Ölabstreifringe. Über Pleuel mit Doppel-T-Schaftquerschnitt wird die Kraft auf eine geschmiedete und an sämtlichen Lagerstellen gehärtete sowie siebenfach gelagerte Kurbelwelle mit Gegengewichten und Schwingungsdämpfern übertragen.
Die Kurbelwelle treibt die siebenfach gelagerte im Kurbelgehäuse liegende Nockenwelle über Stirnräder an, die über Stößel, Stoßstangen und Kipphebel die senkrecht hängenden Ventile betätigt. Jeder Zylinder hat ein Ein- und ein Auslassventil. Die beiden je drei Zylinder überspannenden Zylinderköpfe sind abnehmbar und haben eine Asbestzylinderkopfdichtung.
Die angesaugte Luft wird von zwei Ölbadluftfiltern mit Ansauggeräuschdämpfern gereinigt und erreicht über ein durch die Zylinderkopfhaube geführtes Saugrohr die Zylinder. Der Kraftstoff wird mit einem Filzvorfilter gereinigt und von einer fliehkraftdrehzahlreglergesteuerten Einspritzpumpe des Typs Bosch PES 6A 80 B 410 RS 64/7 durch eine Einspritzdüse des Typs Bosch DNO SD 211 in die Vorkammern eingespritzt. Geschmiert wird der Motor mit einer Druckumlaufschmierung; das von einer Zahnradölpumpe geförderte Öl wird von einem Filter im Hauptstrom gereinigt. Die Ölwanne des Motors unter dem Kurbelgehäuse ist aus Leichtmetall. Gekühlt wird der Motor mit einem Wasserrohrkühler, dessen warme Abluft ein Ventilator fortbläst.

## Technische Daten 1956
| Kenngrößen                                     | L 325 | LK 325 | LS 325 | LS 325 |
| Abmessungen und Gewichte                       | | | | |
| Radstand (mm)                                  | 4600 | 4200 | 3600 | 4200 |
| Länge (mm)                                     | 8160 | 7240 | 6070 | 6670 |
| Breite (mm)                                    | 2500 | 2500 | 2500 | 2500 |
| Höhe (mm)                                      | 2450 | 2450 | 2450 | 2450 |
| Spurweite vorne (mm)                           | 1865 | 1865 | 1865 | 1865 |
| Spurweite hinten (mm)                          | 1726 | 1726 | 1726 | 1726 |
| Bodenfreiheit (mm)                             | 355 | 355 | 355 | 355 |
| Wendekreisdurchmesser (m)                      | 17,4 | 16,25 | 13,5 | 15,2 |
| Leergewicht (kg) *                             | 5280 [5300] | 5680 [5700] | 4480 [4500] | 4500 [4520] |
| Nutzlast (kg) *                                | 6020 [6700] | 5970 [6300] | 6280 [7500] | 6800 [7480] |
| Maximal zulässige Gesamtmasse (kg) *           | 11300 [12000] | 11650 [12000] | 11300 [12000] | 11300 [12000] |
| Antriebsstrang                                 | | | | |
| Kupplung                                       | Einscheibentrockenkupplung Fichtel & Sachs LA 50                                                                      | Einscheibentrockenkupplung Fichtel & Sachs LA 50                                                                      | Einscheibentrockenkupplung Fichtel & Sachs LA 50                                                                      | Einscheibentrockenkupplung Fichtel & Sachs LA 50                                                                      |
| Getriebe                                       | ZF-Allklauengetriebe ZF AK 5-33, nicht synchronisiert, 2.–5. Gang geräuscharm                                         | ZF-Allklauengetriebe ZF AK 5-33, nicht synchronisiert, 2.–5. Gang geräuscharm                                         | ZF-Allklauengetriebe ZF AK 5-33, nicht synchronisiert, 2.–5. Gang geräuscharm                                         | ZF-Allklauengetriebe ZF AK 5-33, nicht synchronisiert, 2.–5. Gang geräuscharm                                         |
| Getriebeübersetzungen                          | 1. Gang: 5,56 2. Gang: 2,93 3. Gang: 1,66 4. Gang: 1,00 5. Gang: 0,64 R. Gang: 5,12                                   | 1. Gang: 5,56 2. Gang: 2,93 3. Gang: 1,66 4. Gang: 1,00 5. Gang: 0,64 R. Gang: 5,12                                   | 1. Gang: 5,56 2. Gang: 2,93 3. Gang: 1,66 4. Gang: 1,00 5. Gang: 0,64 R. Gang: 5,12                                   | 1. Gang: 5,56 2. Gang: 2,93 3. Gang: 1,66 4. Gang: 1,00 5. Gang: 0,64 R. Gang: 5,12                                   |
| Übersetzung vom Getriebe zur Hinterachse       | 9,20 | 9,20 | 9,20 | 9,20 |
| Höchstgeschwindigkeit                          | 70 km/h | 70 km/h | 70 km/h | 70 km/h |
| Höchstgeschwindigkeit bei maximalem Drehmoment | 5 km/h im 1. Gang bei 1300 min−1                                                                                      | 5 km/h im 1. Gang bei 1300 min−1                                                                                      | 5 km/h im 1. Gang bei 1300 min−1                                                                                      | 5 km/h im 1. Gang bei 1300 min−1                                                                                      |
| Wirksame Gesamtbremsfläche                     | 1560 cm² (vorn) 2180 cm² (hinten)                                                                                     | 1560 cm² (vorn) 2180 cm² (hinten)                                                                                     | 1560 cm² (vorn) 2180 cm² (hinten)                                                                                     | 1560 cm² (vorn) 2180 cm² (hinten)                                                                                     |
| Motor                                          | | | | |
| Typ                                            | Sechszylinder-Viertakt-Diesel-Reihenmotor, zwei Ventile pro Zylinder, Vorkammereinspritzung                           | Sechszylinder-Viertakt-Diesel-Reihenmotor, zwei Ventile pro Zylinder, Vorkammereinspritzung                           | Sechszylinder-Viertakt-Diesel-Reihenmotor, zwei Ventile pro Zylinder, Vorkammereinspritzung                           | Sechszylinder-Viertakt-Diesel-Reihenmotor, zwei Ventile pro Zylinder, Vorkammereinspritzung                           |
| Motorbezeichnung                               | Mercedes-Benz OM 325                                                                                                  | Mercedes-Benz OM 325                                                                                                  | Mercedes-Benz OM 325                                                                                                  | Mercedes-Benz OM 325                                                                                                  |
| Kühlung                                        | Wasserkühlung | Wasserkühlung | Wasserkühlung | Wasserkühlung |
| Bohrung ×Hub                                   | 105 × 140 mm | 105 × 140 mm | 105 × 140 mm | 105 × 140 mm |
| Hubraum                                        | 7274 cm³ | 7274 cm³ | 7274 cm³ | 7274 cm³ |
| Nennleistung                                   | 125 DIN-PS (92 kW) nach DIN 70020 bei 2200 min−1                                                                      | 125 DIN-PS (92 kW) nach DIN 70020 bei 2200 min−1                                                                      | 125 DIN-PS (92 kW) nach DIN 70020 bei 2200 min−1                                                                      | 125 DIN-PS (92 kW) nach DIN 70020 bei 2200 min−1                                                                      |
| Maximales Drehmoment                           | 44 kpm (431,5 Nm) bei 1300 min−1                                                                                      | 44 kpm (431,5 Nm) bei 1300 min−1                                                                                      | 44 kpm (431,5 Nm) bei 1300 min−1                                                                                      | 44 kpm (431,5 Nm) bei 1300 min−1                                                                                      |
| Mittlerer Arbeitsdruck                         | 7,62 kp/cm² (7,47 bar)                                                                                                | 7,62 kp/cm² (7,47 bar)                                                                                                | 7,62 kp/cm² (7,47 bar)                                                                                                | 7,62 kp/cm² (7,47 bar)                                                                                                |
| Einspritzdruck                                 | 135 kp/cm² (132,4 bar)                                                                                                | 135 kp/cm² (132,4 bar)                                                                                                | 135 kp/cm² (132,4 bar)                                                                                                | 135 kp/cm² (132,4 bar)                                                                                                |
| Mittlere Kolbengeschwindigkeit                 | 10,3 m/s | 10,3 m/s | 10,3 m/s | 10,3 m/s |
| Verdichtungsverhältnis                         | 19 : 1 | 19 : 1 | 19 : 1 | 19 : 1 |
| Zündfolge                                      | 1-5-3-6-2-4 | 1-5-3-6-2-4 | 1-5-3-6-2-4 | 1-5-3-6-2-4 |
| Einlassventil öffnet                           | 9,5° vor oberem Totpunkt                                                                                              | 9,5° vor oberem Totpunkt                                                                                              | 9,5° vor oberem Totpunkt                                                                                              | 9,5° vor oberem Totpunkt                                                                                              |
| Einlassventil schließt                         | 44,5° nach unterem Totpunkt                                                                                           | 44,5° nach unterem Totpunkt                                                                                           | 44,5° nach unterem Totpunkt                                                                                           | 44,5° nach unterem Totpunkt                                                                                           |
| Auslassventil öffnet                           | 54,5° vor unterem Totpunkt                                                                                            | 54,5° vor unterem Totpunkt                                                                                            | 54,5° vor unterem Totpunkt                                                                                            | 54,5° vor unterem Totpunkt                                                                                            |
| Auslassventil schließt                         | 18,3° nach oberem Totpunkt                                                                                            | 18,3° nach oberem Totpunkt                                                                                            | 18,3° nach oberem Totpunkt                                                                                            | 18,3° nach oberem Totpunkt                                                                                            |
| Motormasse                                     | 780 kg | 780 kg | 780 kg | 780 kg |
| Glühkerze                                      | Bosch KE/GA 1/8 oder Beru 214 Ge (50 – 70 W)                                                                          | Bosch KE/GA 1/8 oder Beru 214 Ge (50 – 70 W)                                                                          | Bosch KE/GA 1/8 oder Beru 214 Ge (50 – 70 W)                                                                          | Bosch KE/GA 1/8 oder Beru 214 Ge (50 – 70 W)                                                                          |
| Kraftstoffverbrauch nach DIN 70030             | 16,9 l [17,3] l/100 km                                                                                                | 16,9 l [17,3] l/100 km                                                                                                | keine Angabe | keine Angabe |
| Ölverbrauch                                    | 300 ml/100 km | 300 ml/100 km | 300 ml/100 km | 300 ml/100 km |
| Füllmengen                                     | | | | |
| Füllmenge des Kraftstoffbehälters              | 100 l | 100 l | 100 l | 100 l |
| Füllmenge der Ölwanne                          | 9–12 l | 9–12 l | 9–12 l | 9–12 l |
| Füllmenge des Kühlsystems                      | 47 l | 47 l | 47 l | 47 l |
| Füllmenge des Getriebegehäuses                 | 4 l | 4 l | 4 l | 4 l |
| Elektrische Anlage                             | | | | |
| Anlasser                                       | Schubankeranlasser Bosch BNG 4/24 CR 204, 24 V                                                                        | Schubankeranlasser Bosch BNG 4/24 CR 204, 24 V                                                                        | Schubankeranlasser Bosch BNG 4/24 CR 204, 24 V                                                                        | Schubankeranlasser Bosch BNG 4/24 CR 204, 24 V                                                                        |
| Lichtmaschine                                  | Bosch LI/GK 300/12-1400 R 18, 12 V, 300 W Ladebeginn bei Kurbelwellendrehzahl 668 min−1, Antrieb über zwei Keilriemen | Bosch LI/GK 300/12-1400 R 18, 12 V, 300 W Ladebeginn bei Kurbelwellendrehzahl 668 min−1, Antrieb über zwei Keilriemen | Bosch LI/GK 300/12-1400 R 18, 12 V, 300 W Ladebeginn bei Kurbelwellendrehzahl 668 min−1, Antrieb über zwei Keilriemen | Bosch LI/GK 300/12-1400 R 18, 12 V, 300 W Ladebeginn bei Kurbelwellendrehzahl 668 min−1, Antrieb über zwei Keilriemen |
| Batterie                                       | 2 × 12-V-Bleisäureakkumulator 105 Ah, unter Fahrersitz                                                                | 2 × 12-V-Bleisäureakkumulator 105 Ah, unter Fahrersitz                                                                | 2 × 12-V-Bleisäureakkumulator 105 Ah, unter Fahrersitz                                                                | 2 × 12-V-Bleisäureakkumulator 105 Ah, unter Fahrersitz                                                                |

  * Gewichte (kg) in eckigen [ ] Klammern: Mit verstärkten Reifen